# Ursäkta, är vi gifta?
Ursäkta, är vi gifta? (engelska: Mr. Destiny) är en amerikansk komedifilm från 1990 i regi av James Orr. I huvudrollerna ses James Belushi, Linda Hamilton, Michael Caine, Jon Lovitz, Rene Russo och Courteney Cox.

## Rollista i urval
- James Belushi - Larry Joseph Burrows
- Linda Hamilton - Ellen Jane Burrows/Robertson
- Michael Caine - Mike the Bartender/Mr. Destiny
- Jon Lovitz - Clip Metzler
- Hart Bochner - Niles Pender
- Bill McCutcheon - Leo Hansen
- Rene Russo - Cindy Jo Bumpers/Burrows
- Jay O. Sanders - Jackie Earle Bumpers, a.k.a. Cement Head
- Maury Chaykin - Guzelman
- Pat Corley - Harry Burrows
- Douglas Seale - Boswell
- Courteney Cox - Jewel Jagger
- Doug Barron - Lewis Flick
- Jeff Weiss - Ludwig